# Cyberpunk 2077
A Cyberpunk 2077 egy 2020-as akció-szerepjáték amelyet a lengyel CD Projekt Red fejlesztett és adott ki kezdetben PlayStation 4, Xbox One konzolokra, valamint Windowsra. A játék Mike Pondsmith Cyberpunk asztali játék-sorozatán alapulva a kitalált kaliforniai metropoliszban, Night Cityben játszódik, egy disztópikus Cyberpunk univerzumban.

## Játékmenet
A Cyberpunk 2077 egy belső nézetből játszható akció-szerepjáték, amelyben V-t, egy zsoldost alakítunk, akinek hangja, arca, frizurája, testalkata és módosításai, háttere és ruházata testre szabható. Emellett öt fő tulajdonság (test, intelligencia, reflexek, technikai adottság és higgadtság) állítható a játékos játékmenetéhez igazodva, a Phantom Liberty kiegészítő pedig bevezet egy hatodik tulajdonságot is – a Relic-et.
A játékmenet rugalmas: a három fő játékstílus a Netrunner (hackelés), az Engineer (gépek és berendezések kezelése) és a Solo (közvetlen harc). V többféle manővert is végrehajthat a harcban való pozícióváltáshoz, például sprintelhet, fedezékbe húzódhat, dupla ugrást hajthat végre vagy csúszhat; ezek közül sok képesség kibermodulok beültetésével oldható fel vagy fejleszthető, amelyeket úgynevezett "ripperdoc" sebészek ültetnek be. A fegyverhasználat javítja a pontosságot és a töltési sebességet, amit a karakter animációi is tükröznek. A felszerelés, mint például a fegyverek és páncélok, színes szint-rendszer szerint van osztályozva, és közelharci vagy lőfegyver-kategóriába tartozhat. Közelharci támadásokhoz különféle fegyverek használhatók. A lőfegyverek három típusba sorolhatók, mind testre szabható és módosítható: Power (rikochetáló lövedékekkel), Tech (falakat és ellenségeket átütő lövedékekkel) és Smart (önirányító lövedékekkel, amelyek csak bizonyos kibermodulokkal használhatók). A játékban négyféle sebzés- és ellenállás-típus létezik: fizikai, hőalapú, elektromos és mérgező.
A történet végigvihető anélkül, hogy bárkit is megölnénk (a robotokat nem számítva), mivel a fegyverekhez és kibermodulokhoz elérhetők nem halálos opciók is. A nyílt világú Night City hét körzetből áll: a vállalati City Centre, a bevándorlók lakta Watson, a fényűző Westbrook, a belvárosi Heywood, a bandák által uralt Pacifica, az ipari külváros Santo Domingo, valamint a Phantom Liberty kiegészítőben megjelenő, elszakadt Dogtown. A várost körülvevő Badlands terület is felfedezhető.
A Cyberpunk 2077 lehetővé teszi a karakter irányítását belső nézetből; alapértelmezés szerint harmadik személyű nézet csak vezetés közben vagy bizonyos ritka történeti pillanatokban érhető el. V rendelkezik egy lakással és garázzsal, valamint a városban további négy lakás vásárolható. A játékban teljes nappal-éjszaka ciklus és dinamikus időjárás van, ami befolyásolja a nem játékos karakterek (NPC-k) viselkedését. A helyszíntől függően a rendőrség riasztva lehet, ha V bűncselekményt követ el. A járókelők sérülékenyek járműbalesetekkel és lövöldözéssel szemben. A városban rádióállomások is hallgathatók. Night City-ben számos nem angolul beszélő karakter található, akik nyelvei speciális implantátumokkal fordíthatók le. 
V időnként „Braindance”-t is használ – egy olyan technológiát, amely lehetővé teszi más emberek élményeinek átélését. Az elágazó párbeszédek lehetővé teszik az NPC-kkel való interakciót és a küldetésekben hozott cselekvéseket, a játékos döntései pedig eltérő befejezésekhez vezethetnek. A fő küldetések teljesítésével tapasztalati pontokat lehet szerezni, amelyeket a statisztikák fejlesztésére használhatunk; a mellékküldetések „street cred”-et adnak, ami új képességeket, kereskedőket, helyszíneket és további küldetéseket nyit meg. A küldetéseket Fixerek adják – sötét alvilági közvetítők, akik információkereskedelemben és csempészetben specializálódtak. A játék során V-t különböző társak segítik. Fogyasztható tárgyak – például ételek, italok és drogok – használhatók gyógyulásra és ideiglenes erősítésekre, emellett a tárgyak V felszereléslistájában is megvizsgálhatók. A minijátékok közé tartozik a hackelés, az ökölvívás, az autóversenyzés, a harcművészetek és a lőterek használata.

## Cselekmény
|  | Alább a cselekmény részletei következnek! |

A játék három különböző életúttal indulhat V (Gavin Drea vagy Cherami Leigh) számára – Nomád, Utcagyerek vagy Corpo –, amelyek mindegyike végül ahhoz vezet, hogy V partnerségre lép a köztéri verőlegény Jackie Welles-szel és a netrunner T-Buggal (Cynthia McWilliams), zsoldosként tevékenykedve Night City-ben. 2077-ben a fixer Dex DeShawn (Michael-Leon Wooley) felbéreli V-t és Jackie-t, hogy ellopjanak egy „Relic” nevű biochipet az Arasaka Corporation-től. A munka azonban félresiklik, amikor szemtanúi lesznek annak, hogy Yorinobu Arasaka megöli apját, Saburo Arasakát (Masane Tsukayama), és a gyilkosságot mérgezésnek állítja be. A menekülés közben T-Bug meghal, Jackie halálos sebet kap, a Relic tokja pedig megsérül, így V kénytelen a chipet a saját fejébe helyezni. Dex, feldühödve a kudarc miatt, fejbe lövi V-t, és magára hagyja, hogy meghaljon. 
V egy szeméttelepen ébred, ahol kísérti Johnny Silverhand (Keanu Reeves) digitális szelleme – egy rocksztárból lett terrorista, aki 2023-ban halt meg az Arasaka-torony elleni támadás során. Goro Takemura, Saburo hű testőre, megmenti V-t, aki közben visszaveri Yorinobu által küldött bérgyilkosokat. A ripperdoc Viktor Vector felfedi, hogy a biochip feltámasztó nanotechnológiája lassan felülírja V elméjét Johnny engrambjával, így mindössze néhány hete maradt, hogy megtalálja a gyógymódot. V Takemurával szövetkezve két szálon indul el: egyrészt Panam Palmer és a Aldecaldo klán segítségével megpróbálja elfogni az Arasaka-tudóst, Anders Hellmant, másrészt megmenteni Evelyn Parkert, aki eredetileg megbízta őket a rablással. Judy Álvarez, Evelyn barátja segítségével V megtudja, hogy Evelynt elrabolói bántalmazták, majd később öngyilkosságot követett el. Evelyn braindance emlékeit felhasználva V kapcsolatba lép a netrunnerekből álló Voodoo Boys bandával. Rajtuk keresztül V újraéli Johnny múltját. 2013-ban Johnny barátnője, Alt Cunningham megalkotta a Soulkiller nevű mesterséges intelligenciát, amely képes az emberi elmét a kibertérbe áthelyezni, azonban ezzel elpusztítja az agyat. 
Az Arasaka a Soulkillert használta Alton, majd a tudatát digitális erődjükben, a Mikoshi-ban tartotta fogva. Johnny későbbi nukleáris támadása azért történt, hogy kiszabadítsa őt, ám ez végül Johnny elfogásával és a Soulkiller általi feltöltésével végződött. Az Arasaka „Secure Your Soul” programja és a Relic is ebből a technológiából származik. V kapcsolatba lép Alt tudatával a Blackwall túloldalán, és alkut köt vele: ha V hozzáférést biztosít neki az Arasaka alhálózatához és a Mikoshi-hoz, akkor Alt képes lesz szétválasztani V-t és Johnny-t. V és Takemura elfogják Hanako Arasakát, Yorinobu húgát, hogy bizonyítsák a férfi bűnösségét, ám az akció után menekülniük kell, amikor az Arasaka katonái rájuk támadnak. 
A rajtaütést követően Hanako felkeresi V-t, és felajánlja, hogy segít neki, cserébe V támogatásáért Yorinobu elüldözésében. A végső felvonásban V-nek választania kell: megtámadja az Arasaka Tower-t, vagy elfogadja Hanako ajánlatát. A támadás végrehajtható egyedül, Johnny segítségével (Rogue közreműködésével), vagy az Aldecaldos klán támogatásával, de minden út végén Adam Smasher legyőzése következik. Alternatívaként, Hanako oldalára állva sikeresen eltávolítják Yorinobut, és az Arasaka megszünteti a Relic-et. 
Mindazonáltal, az engram hosszú távú jelenléte V testében miatt a biochip okozta károk visszafordíthatatlanok, így V rövidebb életidővel marad a saját testében, miközben Johnny véglegesen átveheti a testet negatív következmények nélkül. V háromféleképpen zárhatja a történetet: feltölti tudatát a Mikoshi-ba, várva az új testre, vagy tovább él rövidített élettartammal; vagy végleg átadja testét Johnny-nak – aki ebben a befejezésben elhagyja Night City-t, hogy új életet kezdjen.
|  | Itt a vége a cselekmény részletezésének! |

## Fejlesztés
A Cyberpunk 2077 előkészítő munkálatai a The Witcher 2: Assassins of Kings Enhanced Edition (2012) megjelenését követően kezdődtek. A CD Projekt Red 2012 elején felkereste Mike Pondsmith-t, a Cyberpunk íróját és az R. Talsorian Games alapítóját, és elküldték neki a The Witcher 2: Assassins of Kings (2011) példányát. Pondsmithot lenyűgözte a stúdió akkoriban páratlan ismerete a Cyberpunk univerzumról, így a felek megállapodtak: a Cyberpunk történetét az 2077-es évtől kezdődően a CD Projekt Red birtokolja, míg Pondsmith megtartotta a jogokat a 2077 előtti Cyberpunk médiára. Annak érdekében, hogy a Cyberpunk története koherens maradjon a fejlesztés során, Pondsmith konzultánsként vett részt a Cyberpunk 2077 munkálataiban. Pondsmith korábbi tapasztalatai a Microsoftnál a Crimson Skies (2000) és Blood Wake (2001) fejlesztésében, valamint a Monolith Productionsnél a The Matrix Online (2005) munkálatai során értékes tudással szolgáltak a CD Projekt Red számára, szemben a lengyel író Andrzej Sapkowski közönyével, aki a stúdió iránt közömbös volt a The Witcher (2007) és a The Witcher 2 fejlesztése során.

## Phantom Liberty
A Cyberpunk 2077: Phantom Liberty a játék egyetlen kiegészítője, amely 2023-ban jelent meg. A kiegészítő új kerületet vezet be a játék nyílt világába, valamint egy új küldetésláncot. A disztópikus cyberpunk környezetben a játékos szintén V szerepét ölti magára akinek ezúttal a New United States elnökét kell megmentse, miután a repülője lezuhan a törvényen kívüli Dogtown kerületben.

## Fogadtatás
| Összegzőoldal | Értékelés |
| ------------- | --------- |
| Metacritic    | 86/100    |

| Szerző        | Értékelés |
| ------------- | --------- |
| Game Informer | 9/10      |
| GameSpot      | 7/10      |
| GamesRadar+   | 5/5       |
| IGN           | 9/10      |
| PC Gamer (US) | 78/100    |
| PCGamesN      | 9/10      |
| PCMag         | 3,5/5     |
| The Guardian  | 3/5       |
| VG247         | 5/5       |

A Cyberpunk 2077 „általánosságban pozitív” értékeléseket kapott a kritikusoktól – a Metacritic véleményösszesítő oldal szerint.
A kritikusok dicsérték a történet minőségét, valamint a mellékküldetések mélységét és kiterjedtségét, a világ magával ragadó atmoszféráját, a vizuális megvalósítást és a cyberpunk környezet frissességét. A játék rendszerei – például a crafting, a járművezetés mechanikája és a harcrendszer – vegyes visszajelzést kaptak. Néhány kritikus, bár elismerték a játék számos erősségét, kritizálták a cyberpunk műfaj felszínes ábrázolását, és ironikusnak tartották a kapcsolódó témák, például az antikapitalizmus és az anarchizmus feldolgozását.
A Cyberpunk 2077 megjelenése nagy figyelmet kapott, ám a rajtot katasztrofálisnak tartották, mivel a játék számos hibával és teljesítményproblémával küzdött, különösen a PlayStation 4 és Xbox One verziók esetében. A Vox jelentése szerint volt egy hiba is, amely miatt a karakterek nemi szervei és mellei kilógtak a ruháikból. A The Guardian a megjelenést „káosznak” nevezte, míg a The New York Times az iparág történetének egyik legfeltűnőbb katasztrófájaként írta le, kiemelve, hogy a CD Projekt Red nem tudta teljesíteni az elvárásokat a várhatóan az év legnagyobb játékmegjelenésének szánt címnél. Más játékipari kommentátorok szerint a Cyberpunk 2077 poszt-launch fogadtatása a CD Projekt Red számára egyfajta bukást jelentett, hiszen korábban erősen pro-fogyasztói hírnévnek örvendtek.

## Díjak, elismerések
| Év   | Díj                               | Kategória                                                                           | Eredmények |
| ---- | --------------------------------- | ----------------------------------------------------------------------------------- | ---------- |
| 2013 | Golden Trailer Awards             | Legjobb videójáték trailer                                                          | Jelölve    |
| 2018 | Game Critics Awards               | Különleges dicséret grafikáért                                                      | Elnyerte   |
| 2018 | Game Critics Awards               | Különleges dicséret innovációért                                                    | Elnyerte   |
| 2018 | Golden Joystick Awards            | Legjobban várt játék                                                                | Elnyerte   |
| 2018 | Gamers' Choice Awards             | Legjobban várt játék                                                                | Jelölve    |
| 2018 | E3 Awards                         | Legjobb játék                                                                       | Elnyerte   |
| 2018 | E3 Awards                         | Legjobb Xbox One játék                                                              | Elnyerte   |
| 2018 | E3 Awards                         | Legjobb PC játék                                                                    | Elnyerte   |
| 2018 | E3 Awards                         | Legjobb szerepjáték                                                                 | Elnyerte   |
| 2018 | E3 Awards                         | Közönségdíj                                                                         | Elnyerte   |
| 2018 | E3 Awards                         | Legjobb PlayStation 4 játék                                                         | Jelölve    |
| 2018 | E3 Awards                         | Legjobb trailer                                                                     | Jelölve    |
| 2019 | Game Critics Awards               | Különleges dicséret grafikáért                                                      | Elnyerte   |
| 2019 | Golden Joystick Awards            | Legjobban várt játék                                                                | Elnyerte   |
| 2020 | Visual Effects Society Awards     | Kiemelkedő animációs karakter egy reklámfilmben                                     | Elnyerte   |
| 2020 | Webby Awards                      | Reklám, média és PR – Az animáció vagy mozgóképes grafika legjobb felhasználása     | Elnyerte   |
| 2020 | Webby Awards                      | Közönségdíj                                                                         | Elnyerte   |
| 2020 | Gamescom Awards                   | Legjobb PC játék                                                                    | Elnyerte   |
| 2020 | Gamescom Awards                   | Legjobb szerepjáték                                                                 | Elnyerte   |
| 2020 | Gamescom Awards                   | A legjobb PlayStation játék                                                         | Elnyerte   |
| 2020 | Gamescom Awards                   | Gamescom „Legkeresettebb” fogyasztói díj                                            | Elnyerte   |
| 2020 | Gamescom Awards                   | A Gamescom legjobbja                                                                | Elnyerte   |
| 2021 | New York Game Awards              | Szabadság-szobor díj a legjobb világért                                             | Jelölve    |
| 2021 | New York Game Awards              | Herman Melville-díj a legjobb írásért                                               | Jelölve    |
| 2021 | New York Game Awards              | Great White Way díj a legjobb színészi alakításért egy játékban (Keanu Reeves)      | Jelölve    |
| 2021 | SXSW Gaming Awards                | Tökéletesség zenében                                                                | Jelölve    |
| 2021 | British Academy Games Awards      | Legjobb művészeti teljesítmény                                                      | Jelölve    |
| 2021 | British Academy Games Awards      | Legjobb történet                                                                    | Jelölve    |
| 2021 | British Academy Games Awards      | Legjobb főszereplői alakítás (Cherami Leigh)                                        | Jelölve    |
| 2021 | British Academy Games Awards      | Legjobb mellékszereplői alakítás (Carla Tassara)                                    | Jelölve    |
| 2021 | Visual Effects Society Awards     | Kiemelkedően létrehozott környezet epizódban, reklámban vagy valós idejű projektben | Jelölve    |
| 2021 | Visual Effects Society Awards     | Kiemelkedő vizuális effektek egy valós idejű projektben                             | Jelölve    |
| 2021 | Guild of Music Supervisors Awards | A legjobb zenei felügyelet videójátékban                                            | Jelölve    |
| 2021 | D.I.C.E. Awards                   | Az év szerepjátéka                                                                  | Jelölve    |
| 2021 | Game Audio Network Guild Awards   | Legjobb játékelőzetes hanganyag                                                     | Jelölve    |
| 2021 | Game Audio Network Guild Awards   | Az év hanganyaga                                                                    | Jelölve    |
| 2021 | Game Audio Network Guild Awards   | Az év dialógusa                                                                     | Jelölve    |
| 2021 | Game Audio Network Guild Awards   | Legjobb új eredeti IP-hang                                                          | Jelölve    |
| 2021 | ASCAP Screen Music Awards         | Az év videójátékzenéje                                                              | Jelölve    |
| 2021 | Game Developers Choice Awards     | Legjobb vizuális művészet                                                           | Jelölve    |
| 2021 | Golden Trailer Awards             | Legjobb videójáték trailer                                                          | Jelölve    |
| 2021 | Golden Trailer Awards             | Legjobb videójáték televíziós reklám                                                | Jelölve    |
| 2021 | The Game Awards                   | Legjobb zene/betétdal                                                               | Jelölve    |
| 2021 | The Game Awards                   | Legjobb szerepjáték                                                                 | Jelölve    |
| 2022 | The Steam Awards                  | Kiemelkedően történetgazdag játék                                                   | Elnyerte   |
| 2022 | The Steam Awards                  | Az év játéka                                                                        | Jelölve    |
| 2023 | The Steam Awards                  | Szeretettel készült                                                                 | Elnyerte   |
| 2023 | Digital Dragon Awards             | Legjobb fejlesztés alatt álló lengyel játék                                         | Elnyerte   |
| 2023 | The Game Awards                   | Legjobb fejlesztés alatt álló játék                                                 | Elnyerte   |
| 2023 | The Game Awards                   | Legjobb közösségi támogatás                                                         | Jelölve    |
| 2024 | British Academy Games Awards      | Legjobb fejlődő játék                                                               | Elnyerte   |
| 2024 | British Academy Games Awards      | EE közönségdíj                                                                      | Jelölve    |

## Fordítás
Ez a szócikk részben vagy egészben  a   Cyberpunk 2077 című angol Wikipédia-szócikk ezen változatának fordításán alapul.  Az eredeti cikk szerkesztőit annak laptörténete sorolja fel. Ez a jelzés csupán a megfogalmazás eredetét és a szerzői jogokat jelzi, nem szolgál a cikkben szereplő információk forrásmegjelöléseként.